# Перу на Летњим олимпијским играма 1900.
Један спортиста из Перуа такмичио се на Олимпијским играма 1900. у Паризу. Међутим, Међународни олимпијски комитет (МОК) још не приказује Перу као учесника Игара 1900.
Такмичар је био перуански мачевалац који је учествовао у две дисциплине мач и  флорет.
Перу није освојио ниједну медаљу.

## Резултати по дисциплинама

### Мачевање
| Дисциплина | Пласман | Такмичар          | Прва коло           | ЧФ                      | Репасаж                  | ПФ               | Финале           |
| ---------- | ------- | ----------------- | ------------------- | ----------------------- | ------------------------ | ---------------- | ---------------- |
| Флорет     | 25—34   | Карлос де Кандамо | прошао оцена жирија | за репасаж оцена жирија | Није прошао оцена жирија | није се пласирао | није се пласирао |
| Мач        | 35—104  | Карлос де Кандамо | 3 — 6 група М       | није учествовао         | није одржано             | није се пласирао | није се пласирао |

ЧФ = четвртфинале, ПФ = полуфинале